# Attila Mong
Attila Mong (ungerska: Mong Attila), född 1968 i Lovasberény, är en ungersk journalist. Han arbetar främst inom radio och med grävande journalistik, främst inom ämnen som ekonomi och pressfrihet. 2004 belönades Mong med Joseph Pulitzer Memorial Award.

## Biografi

### Bakgrund
Attila Mong började sin yrkeskarriär som sportreporter. Under de åren studerade han på Teleki Blanka-gymnasiet i Székesfehérvár.
1987 inledde Mong studier vid Budapests högskola för utrikeshandel. Han deltog en tid i kurser ledda av det ungerska journalistförbundet; han avslutade dock inte dem då han ansåg att kvaliteten på kurserna var för låg.
Efter högskoletstudierna, som avslutades 1991 med en kandidatexamen, gavs han ett stipendium för att kunna studera utomlands, och under två års tid bedrev han heltidsstudier vid Institut des Études Politiques de Paris.

### Reklam, radio och TV
Tillbaka i Ungern arbetade Attila Mong två år inom reklambranschen. Därefter inleddes arbete för den statliga ungerska radion (MR), följt av motsvarande för den statliga ungerska televisionen (Magyar Televízió, MTV). Där verkade han bland annat som programledare för ett ekonomimagasin inriktat på den fria marknaden.
Sedan år 2000 har Attila Mong i främst ägnat sig åt radiojournalistik, bland annat på den statliga radion. Mellan 2005 och 2007 verkade han dock som chefredaktör för Der Spiegel-ägda tidningen Manager Magazin. Därefter ledde han en daglig pratshow med politisk inriktning på Inforadio, Ungerns enda dygnetruntsändande privata nyhetskanal.
Attila Mong har ett intresse för undersökande journalistik och har aktiverat sig mot senare års inskränkningar i den ungerska yttrandefriheten. 21 december 2010 genomförde han tyst minut – från sin roll som värd i den statliga radions stora morgonmagasin Mr1-Kossuth – i protest mot den nya lag som i princip olagligförklarade kritik mot regeringen. Den tysta minuten fick stor uppmärksamhet, inte minst i sociala medier. Samtidigt ledde det hela till att Mong från sin tjänst på radion och att åtal väcktes mot både Mong och programchefen Zsolt Bogár. Åtalet lades senare ner, efter påtryckningar i internationell press och via europeiska organisationer modifierades vissa delar av den kontroversiella lagen.

### Senare år
Mellan maj 2011 och maj 2012 var Attila Mong nyhetsansvarig på webbtidningen Komment.ru. Detta följdes av en ettårig tjänst som forskare på Stanford University.
Numera (2015) är Attila Mong bosatt i Berlin. Han arbetar där främst för Ashoka Foundation och med projekt kopplade till olika samhällsinitiativ. Parallellt är han aktiv inom Atlatszo.hu, en ungersk frivilligorganisation med syfte att arbeta mot korruption och för ett öppnade ungerskt samhälle.

## Författarskap och utmärkelser
Parallellt med sin journalistiska verksamhet har Attila Mong under årens lopp publicerat ett antal böcker. De har ofta tagit upp Ungerns ekonomi eller yttrandefrihetsfrågor. 2012 kom den undersökande Kádár hitele ('Kádárs lån'), där han satte Ungerns utlandsskuld under luppen.
2004 belönades Attila Mong med Joseph Pulitzer Memorial Award för sin Milliárdok mágusai. Priset instiftades 1989 och är ett ungerskt pris, ej att blanda samman med Pulitzerpriset. Året innan fick han motta Gbölyös Soma-priset. Båda utmärkelserna delas ut för insatser inom undersökande journalistik.